# Autingues
Autingues (flämisch: Altingen) ist eine französische Gemeinde mit 291 Einwohnern (Stand: 1. Januar 2022) im Département Pas-de-Calais in der Region Hauts-de-France. Sie gehört zum Arrondissement Calais und zum Kanton Calais-2.

## Geographie
Die Gemeinde Autingues liegt in der Südwestecke von Französisch-Flandern, etwa 16 Kilometer südsüdöstlich von Calais. Nachbargemeinden von Autingues sind Ardres im Nordwesten und Norden, Nielles-lès-Ardres im Osten sowie Louches im Süden und Westen.

## Bevölkerungsentwicklung
| Jahr                       | 1962 | 1968 | 1975 | 1982 | 1990 | 1999 | 2006 | 2015 | 2022 |
| -------------------------- | ---- | ---- | ---- | ---- | ---- | ---- | ---- | ---- | ---- |
| Einwohner                  | 218  | 182  | 223  | 230  | 224  | 255  | 305  | 288  | 291  |
| Quellen: Cassini und INSEE |      |      |      |      |      |      |      |      |      |

## Sehenswürdigkeiten

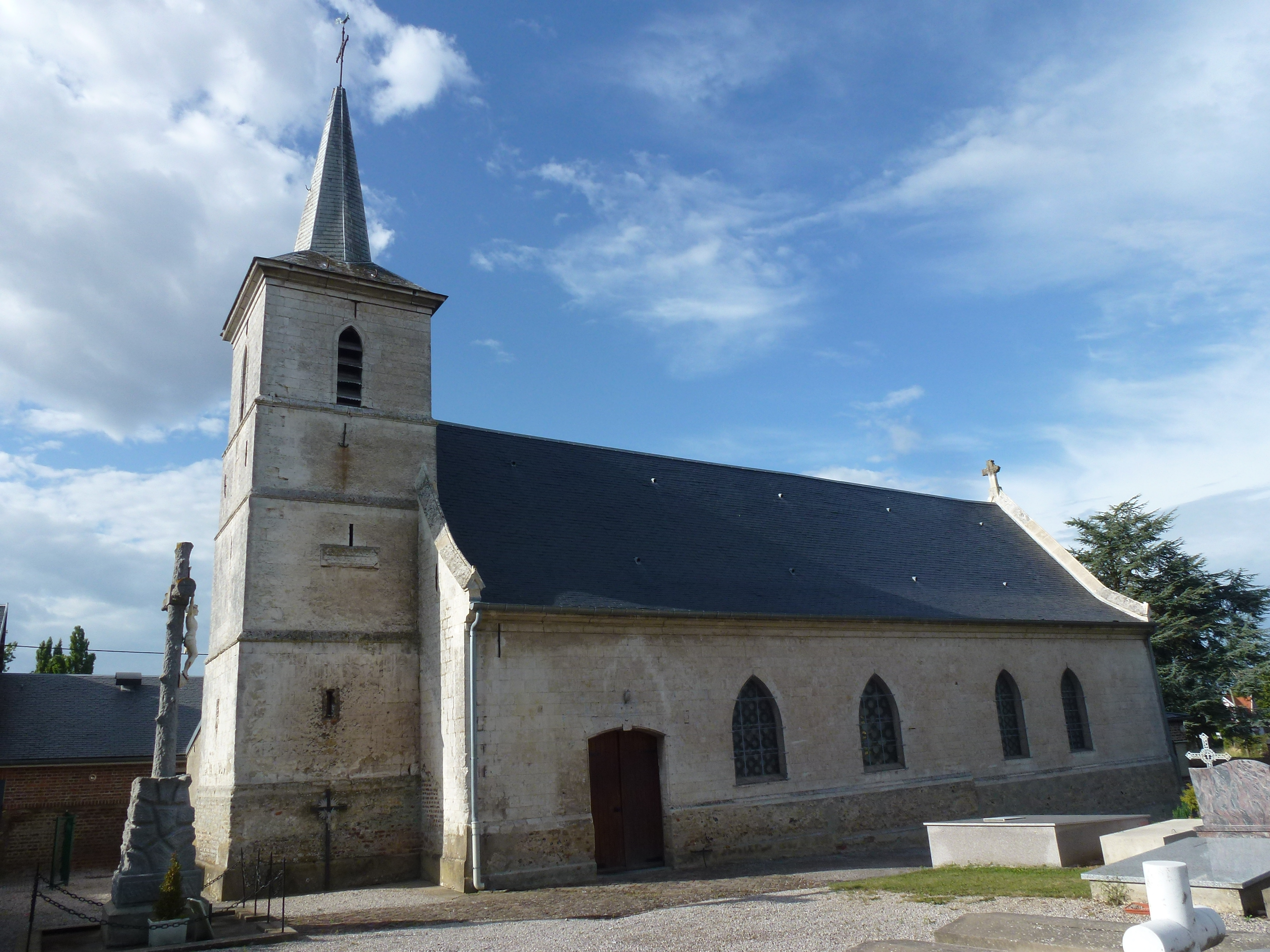
Kirche Saint-Martin
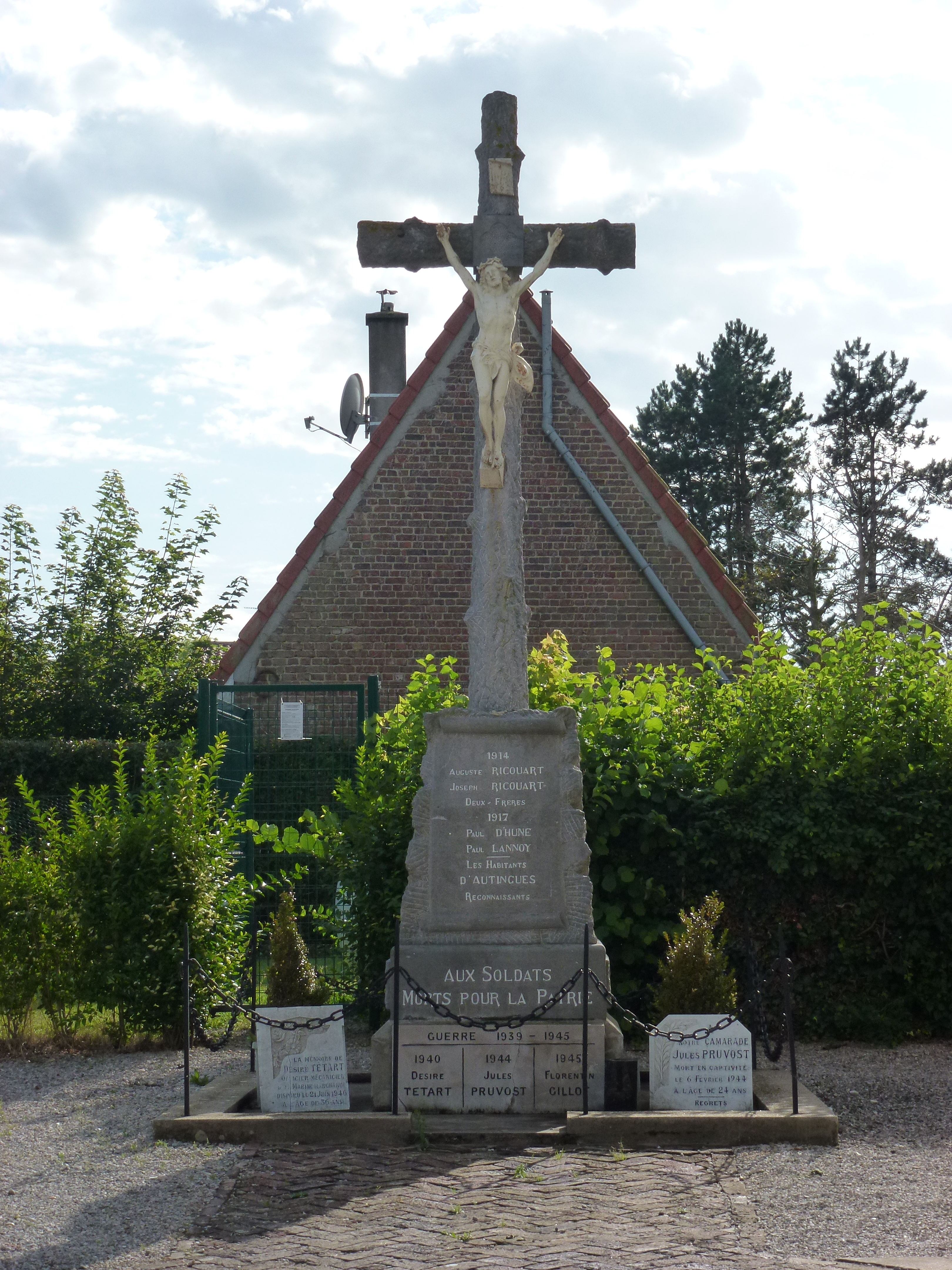
Schloss aus dem 18. Jahrhundert

- Kirche Saint-Martin
- Gefallenendenkmal